# شارک تنک
شارک تنک (به انگلیسی Shark Tank) یک برنامه تلویزیون واقع نما است که از ماه اوت ۲۰۰۹ از کانال ای بی سی امریکا پخش می‌شود. در این برنامه افراد عادی که می‌خواهند تجارت خود را شروع کنند ایدهٔ خود را در مقابل ۵ سرمایه‌دار موفق که به شارک معروف هستند، معرفی می‌کنند. سرمایه‌داران (شارک‌ها) با سوالات گوناگون ایدهٔ آنها را بررسی می‌کنند و در انتها یا ایده را برای سرمایه‌گذاری مناسب تشخیص داده و معامله می‌کنند یا آن را رد می‌کنند. گاهی بین شارک‌ها رقابت شدید برای ربودن ایده ایجاد می‌شود و سعی می‌کنند با پیشنهاد بهتر در اجرای ایده و عرضه آن به بازار از سایر شارک‌ها پیشی بگیرند.
تعداد سرمایه‌گذاران ۵ نفر است: کوین او لی‌ری، باربارا کورکران ، مارک کیوبن، لوری گرنیه و رابرت هرج واک که در سال ۲۰۱۵ در برنامه رقص با ستارگان شرکت کرد.